# Skidegate

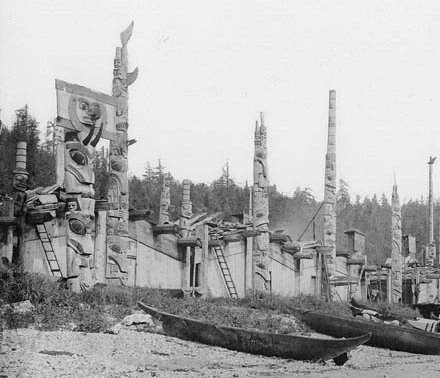
Langhäuser der Haida, um 1878

Skidegate (Haida Hlg̱aagilda) ist ein Dorf, ein Indian reserve der Haida, an der südwestlichen Küste von Graham Island bzw. am nördlichen Ufer des Skidegate Inlet in der kanadischen Provinz British Columbia. Die Gemeinde liegt im North Coast Regional District, welcher aus Teilen auf Haida Gwaii und auf dem Festland um Prince Rupert besteht.
Die Gemeinde liegt am Skidegate Inlet, welches bei Maude Island mit dem Skidegate Channel zusammentrifft. Etwa 10 km westlich der Siedlung liegt Queen Charlotte. Zwischen den beiden Gemeinden liegt der Fährhafen, mit der von BC Ferries u. a. betriebenen Verbindung zum Festland nach Prince Rupert. Im Fährhafen wird auch der Highway 16 (ebenfalls als Yellowhead Highway bekannt) von Festland kommend fortgesetzt, bevor er die Siedlung auf dem Weg nach Masset passiert. In der Siedlung befindet sich das „Haida Heritage Centre“.

## Geschichte
Das Gebiet, in dem die Siedlung liegt, ist traditionelles Siedlungs- und Jagdgebiet der First Nations, hier der Haida. In der Sprache der Haida bedeutet der Name „Skidegate“ so viel wie „rot angemalter Stein“.
Vor der Umbenennung der Siedlung in den 1990er Jahren lautete ihr Name „Skidegate Misson“, da hier durch die United Church of Canada eine Missionsstation unterhalten wurde.

## Demographie
Der Zensus im Jahr 2016 ergab für das Reservat eine Bevölkerungszahl von 837 Einwohnern, nachdem der Zensus im Jahr 2011 für die Gemeinde noch eine Bevölkerungszahl von 709 Einwohnern ergab. Die Bevölkerung hat dabei im Vergleich zum letzten Zensus im Jahr 2011 um 18,1 % abgenommen und hat sich damit deutlich stärker als der Provinzdurchschnitt, mit einer Bevölkerungszunahme in British Columbia um 5,6 %, entwickelt. Bereits im Zensuszeitraum 2006 bis 2011 hatte die Einwohnerzahl in der Gemeinde entgegen der Entwicklung in der Provinz deutlich um 9,2 % abgenommen, während sie im Provinzdurchschnitt um 7,0 % zunahm.

## Persönlichkeiten
- Charles Edenshaw (≈1839–1920), Häuptling der Haida und bedeutender Künstler